# Cafelândia (kommun i Brasilien, São Paulo)
Cafelândia är en kommun i Brasilien.   Den ligger i delstaten São Paulo, i den södra delen av landet, 700 km söder om huvudstaden Brasília. Antalet invånare är 16 612.
Följande samhällen finns i Cafelândia:
- Cafelândia

Omgivningarna runt Cafelândia är huvudsakligen savann. Runt Cafelândia är det ganska glesbefolkat, med 26 invånare per kvadratkilometer.